# Bataille du défilé de Pisidie
Deuxième croisade
Batailles
- Dorylée
- Pisidie
- Damas
- Inab

La bataille du mont Cadmos ou bataille du défilé de Pisidie ou bataille de Laodicée est une défaite de l'armée franque de Louis VII de France face aux Turcs seldjoukides de Rum lors de la deuxième croisade, le 6 janvier 1148.

## Contexte
L’indiscipline des participants à la croisade populaire, surtout dans la croisade allemande, provoque des incidents au passage de l’armée croisée dans les Balkans. Le basileus craint que les troupes des croisés ne renforcent la principauté d'Antioche, qu'il souhaite voir revenir sous sa suzeraineté, et qu’elles affaiblissent l’alliance germano-byzantine contre Roger II de Sicile. En effet, pendant que Conrad III et Louis VII refusent de prêter hommage au basileus à l’automne 1147, et retiennent ainsi les troupes byzantines, Roger II s’empare de Corfou et de Céphalonie, pille Corinthe et Thèbes. Manuel Ier Comnène doit conclure un traité avec le sultan de Rum. Sans l’appui byzantin, la traversée de l’Asie mineure est difficile. Français et Allemands cheminent séparément, sans concorde ni coordination. L’armée de Conrad est battue à la bataille de Dorylée, le 25 octobre 1147.
Les débris de l'armée de Conrad parviennent à faire leur jonction avec l'armée du roi de France. Les deux armées laissent sur la gauche le chemin suivi par les premiers croisés, s'avancent ensemble jusqu'à Philadelphie, en Lydie ;  mais, dans cette ville, les Allemands, éprouvés par la perte de leurs bagages, se décident en grand nombre à retourner à Constantinople ; l’empereur, réconcilié avec Manuel, gagne Acre sur des vaisseaux byzantins. Les troupes de Louis VII suivent le littoral, se reposent sur les bords de la mer Égée, et prennent ensuite la route de l'Orient. Les Francs rejettent l'offre de Manuel de les protéger contre les Turcs et continuent leur marche. Les Turcs, après avoir mis en lieu sûr le butin fait sur l'armée de Conrad, les attendent sur les rives du Méandre, mais les Francs forcent le passage et marchent sur Laodicée du Lycos du Méandre, près de Diñizli, qu'ils atteignent le 6 janvier, jour de l'Épiphanie, puis s'engagent dans les montagnes qui séparent la Phrygie de la Pisidie.

## La bataille
L'avant-garde franque, commandée par le Poitevin Geoffroy de Rancon, dépasse imprudemment le lieu fixé pour le rendez-vous général de l'armée ; la colonne où se trouve le roi, ignorant cette circonstance, et n'apercevant pas ceux qui la précédent, lorsqu'elle arrive à l'endroit convenu, se porte plus en avant. Si les sources chargent surtout Geoffroy de Rancon, la responsabiblité d'Amédée III, comte de Maurienne et oncle de Louis VII, est clairement engagée. Les guerriers français marchent avec confiance, persuadés que leurs compagnons occupaient les hauteurs devant eux. Mais les Turcs profitent d'un moment où les Francs avaient rompu leurs rangs, jettent de côté arcs et carquois, et se précipitèrent sur eux, le sabre à la main. Les Francs se trouvent alors dans un étroit défilé, bordé d'un côté de précipices profonds et de l'autre de rochers escarpés. Chevaux, hommes, bagages, tout est poussé dans l'abîme. Le roi Louis VII parvient à s'échapper de la mêlée, gagne une éminence, s'adosse contre un arbre et résiste seul à plusieurs assaillants. La nuit venue, le roi profite de l'obscurité pour rejoindre l'avant-garde de son armée, où déjà on le croyait mort. Après la bataille, l'armée du roi de France, qui a subi de lourdes pertes, parvient difficilement à rejoindre Attalia  le 20 janvier. Le roi de France doit abandonner les non-combattants et s’embarquer pour Antioche avec ses chevaliers. Les mauvais rapports entre les croisés et Byzance et entre les croisés eux-mêmes ont réduit de trois-quarts les forces de la croisade.

## Sources et bibliographie
- Abel Hugo, Histoire générale de France depuis les temps les plus reculés jusqu'à nos jours (lire en ligne), p. 140.
- Cécile Morrisson, Les Croisades, Presses universitaires de France, 1998, 127 p. (ISBN 978-2-13-044489-3, lire en ligne)